# Fahraj
Fahraj (persiska: فهرج) är en kommunhuvudort i Iran.   Den ligger i provinsen Kerman, i den sydöstra delen av landet, 1 000 km sydost om huvudstaden Teheran. Fahraj ligger 680 meter över havet och antalet invånare är 6 105.
Terrängen runt Fahraj är platt, och sluttar österut. Runt Fahraj är det glesbefolkat, med 14 invånare per kvadratkilometer. Fahraj är det största samhället i trakten. Trakten runt Fahraj är ofruktbar med lite eller ingen växtlighet.